# Kit Goetz
Kit Goetz (født 8. juni 1949) er en dansk skuespiller og manuskriptforfatter.
Hun er uddannet fra The American Drama School og på Den Danske Filmskoles manuskriptlinie. 
Kit Goetz studerede kultursociologi og filmvidenskab på Københavns Universitet. Efter debut i musicalen Hair i Cirkusbygningen og på tourne i 1971-‘72 fulgte et langvarigt virke som teater- og filmskuespiller og instruktør. Hun var med fra opstarten af teatergruppen Solvognen. Herefter kom årene på Jomfru Ane Teatret, Det lille Teater, Rimfaxe  og  Svalegangen. 
I 1989 tog hun afgang fra Den Danske Filmskoles manuskriptlinje med manuskriptet til afgangsfilmen “Falske Billeder”(Jakob Banke Olesen). Og herefter fulgte årene med DR, B&U, hvor hun bl.a. skrev ide, manus og sangtekster til familieserierne “Far, mor og Blyp”, 1993 (Ulla Raben”) og “Blyppernes første År” 1998 spillet af Hella Joof og Peter Froedin.
Indimellem disse engagementer var Kit Goetz bl.a. caster på Zentropa, for bl.a. Carsten Sønder, Lars von Trier og Jesper W Nielsen.
I 2002 påbegyndte hun samarbejdet med tegnefilmskaberen Jannik Hastrup, hvilket i 2004 resulterede i manus til animationsfilmen “Cirkeline - og verdens mindste Superhelt” - og i 2018 til biograf filmen “Cirkeline, Coco og det vilde Næsehorn” - samt de dertil hørende bøger og CD’er.
Kit Goetz virker desuden som dramalærer, dubber, manuskonsulent og caster og skriver pt på en TV-serie om et kollektiv.

## Filmografi
- Aftenlandet (1977)
- Felix (1982)
- Kys mor, skat! (1990)
- Smukke dreng (1993)
- Fem mand og Rosa (1964)
- Far laver sovsen (1964)
- Tag det som en mand, frue (1974)